# Дело о микрофракции
«Дело о микрофракции» (исп. Caso de Microfracción) — внутренний конфликт 1966—1968 в Коммунистической партии Кубы (КПК) между руководством Фиделя Кастро и ортодоксально-марксистской просоветской группой Анибаля Эскаланте. Сопровождался идеологической риторикой, но по сути являлся межгрупповой борьбой за партийно-государственную власть. Завершился арестом Эскаланте и его сторонников, показательным процессом и приговорами к длительным тюремным срокам. При этом руководство КПК в значительной степени перешло на позиции репрессированной «микрофракции».

## Предыстория
Коммунистическая партия Кубы (КПК), учреждённая в 1965, формировалась на основе коалиции Движения 26 июля (Д-26-7) с Народно-социалистической партией (НСП) и лояльной частью Революционного директората 13 марта (РД-13-3). Главенствующие позиции в идеологии и структуре оставались за Д-26-7 во главе с Фиделем Кастро. НСП персонифицировал Блас Рока, РД-13-3 — Фауре Чомон.
Д-26-7 неоспоримо являлось решающей силой Кубинской революции. Оно сыграло основную роль в свержении режима Батисты, формировании новой государственной структуры, подавлении повстанческого движения. НСП была гораздо менее активна в вооружённой борьбе и менее популярна в массах. Но эта партия обладала марксистско-ленинской идеологической доктриной, опытными политическими кадрами и тесными связями с СССР. Большинство функционеров НСП вписались в партийно-государственную иерархию режима Кастро. Однако многие активисты выражали недовольство положением на вторых ролях. Лидером этой фронды был Анибаль Эскаланте — до революции редактор партийной газеты Hoy, депутат кубинского парламента, главный идеолог НСП. В 1961 он был назначен секретарём Объединённых революционных организаций (структура, на основе которой создавалась КПК). На этом посту Эскаланте проявил большие амбиции, вплоть до соперничества с Кастро за первую роль.
26 марта 1962 Эскаланте был снят с должности и на два года отправлен в командировку в ЧССР и СССР — фактически выслан из страны. Отстранение Эскаланте стало открытым проявлением конфликта. Потерпевшие поражение ортодоксальные марксисты посчитали это реализацией далеко идущего «плана мелкой буржуазии и правых элементов» — спровоцировать Карибский кризис, установить торговые связи с капиталистическими странами, переориентировать внешнюю политику с хрущёвского СССР на США и деголлевскую Францию и даже «восстановить систему, которая была сметена в январе 1959 года». Как показали дальнейшие события, такие выводы не соответствовали действительности. Концептуально позиции Кастро и Эскаланте различались мало. Суть конфликта состояла в личной и групповой борьбе за власть.

## Конфликт
Анибаль Эскаланте вернулся на Кубу в 1964 и на следующий год принял участие в учреждении КПК. Но ветераны НСП продолжали критиковать Кастро, идеологию и политику фиделизма с позиций ортодоксального марксизма и непререкаемого следования в фарватере СССР. Заметный масштаб критика стала принимать с 1966.
При этом идеология группы была довольно эклектичной. Под влиянием XX и XXII съездов КПСС сторонники Эскаланте обличали культ личности Кастро, диктатуру и милитаризм, защищали демократические права — и выдвигали откровенно сталинистские установки централизации, единоначалия, партийного контроля над массами. Они настаивали на максимальном огосударствлении хозяйства с директивным планированием — и возмущались «нарушением закона стоимости» в экономической политике Кастро, бесплатной эксплуатацией трудового энтузиазма, ограничением потребления масс, призывали материально поощрять работников. Эти противоречия отражали политические зигзаги хрущёвской и брежневской КПСС.
Члены этой группы по-прежнему обращали внимание на «мелкобуржуазное происхождение» лидеров Д-26-7 (при том, что многие из них, начиная с Эскаланте, тоже происходили из состоятельных семей), напоминали, что многие в окружении Кастро «начинали как антикоммунисты». Самые негативные оценки, наряду с братьями Кастро и Че Геварой, вызывали Фауре Чомон, министр иностранных дел Рауль Роа, министр внешней торговли Марсело Фернандес, министр образования Армандо Харт, его жена Аиде Сантамария, куратор спортивного движения баскетболист Хосе Льянуса, секретарь Фиделя Селия Санчес.
Они осуждали Кастро за нападки на СССР при урегулировании Карибского кризиса. Особенно резко выступали против «экспорта революции», военной поддержки партизанских движениях Латинской Америки и Африки. Такие действия характеризовались как «мелкобуржуазный националистический авантюризм» братьев Кастро и Че Гевары, которые, не имея на то реальных ресурсов, пытаются превратить Кубу в «пуп земли».
Группа Эскаланте впоследствии была названа «микрофракцией». Основными её деятелями являлись
- Анибаль Эскаланте Дельюнде
- Феликс Флейтас Посада
- Орландо Оливейра Сардиньяс
- Франсиско Перес де Армас
- Рикардо Бофиль Пахес
- Арнальдо Эскалона Альмейда
- Эмилио Кесада Родригес
- Октавио Фернандес Боннис
- Рауль Фахардо Эскалона
- Хосе Матар Франье
- Франсиско Кальчинес Гордильо
- Хосе Кабальеро Кампос
- Эдмихио Лопес Кастильо
- Рикардо Лопес Кастильо

В общей сложности к этой группе примыкали до сорока человек. Все они были активистами КПК. Все, кроме Рикардо Бофиля, ранее состояли в НСП. Девять человек занимали партийные посты в территориальных организациях, ещё несколько были функционерами министерств, хозяйственных организаций и профсоюзов. Наиболее радикальны в критике Кастро были Феликс Флейтас, Рикардо Бофиль, Орландо Оливейра, Рикардо Лопес, Хосе Кабальеро, Франсиско Перес де Армас. Их позиции, особенно Флейтаса, в большей степени основывались на идеях «оттепели». Анибаль Эскаланте был в своей критике значительно умереннее — и за это критиковался сам, как автор «непродуманного решения НСП о поддержке Фиделя». Членами ЦК КПК в этой группе являлись только двое: координатор Комитетов защиты революции (КЗР) Хосе Матар и директор фруктовой госкомпании Франсиско Кальчинес. Оба были убеждёнными сталинистами; Матар при этом не скрывал своих симпатий к КНР и Мао Цзэдуну, был в КПК главным лоббистом китайских методов мобилизации масс.
Одновременное присутствие в «микрофракции» таких деятелей, как Флейтас и Бофиль с одной стороны, Матар и Кальчинес с другой, показывало недоктринальный характер противоречий. Причина оппозиционности заключалась в недовольстве единоличным лидерством Фиделя Кастро и диктатом его окружения. Тот же Матар примкнул к «микрофракции» после того, как КЗР были поставлены под плотный контроль МВД Рамиро Вальдеса и военного министерства Рауля Кастро.
«Микрофракция» установила собственные связи с посольством СССР. Главным партнёром являлся советник КГБ при МВД Кубы Рудольф Шляпников. В руководстве КПСС тоже существовало недовольство эксцентричностью и амбициозностью Кастро, подозрения по поводу возможного альянса с маоцзэдуновским Китаем. Эскаланте и его сторонники, с их подчёркнуто марксистской идеологией и однозначно просоветской ориентацией, представлялась более надёжными и предсказуемыми. Существовали и намётки, каким образом организовать давление на кубинское руководство, вплоть да кадровых замен. Шляпников в разговоре с Эскаланте отмечал, что «трёхнедельной задержки» топливных поставок из Баку достаточно для экономического коллапса на Кубе. Впоследствии он написал в Москве отчёт, в котором критиковал политику Кастро, отмечал массовое недовольство на Кубе и угрозу мятежа по венгерскому образцу (эти опасения оказались сильно преувеличены).
Среди других иностранных контактов «микрофракции» были советские журналисты АПН, чехословацкий советник Фиделя Кастро Франтишек Кригель и дипломаты ГДР Йоханнес Коглер, Карл-Хайнц Мобус, Отто Шрайбер. Наибольшее понимание и поддержку кубинским оппозиционерам высказывал Кригель, будущий активный участник Пражской весны. Советские журналисты положительно воспринимали возмущение кубинцев надменным стилем поведения Кастро в отношении СССР («сын учит отца!»). Восточногерманские представители выслушивали кубинцев сдержанно, обсуждали только хозяйственные вопросы, но обещали помочь с полиграфическим оборудованием.
Организационной деятельности «микрофракция» не вела, подпольных структур не создавала, к массам не обращалась. Предложения о переходе к нелегальной борьбе иногда звучали, но Эскаланте категорически запрещал «нарушения социалистической законности» и «антипартийные расколы». Действия сводились к негласным обсуждениям в своём узком кругу, как правило в частном доме Эскаланте. Иногда производился обмен печатными материалами — статьями иностранных коммунистов, критичными к Кастро и Че Геваре. Расчёт делался на будущую дискуссию в партии, постепенное обретение поддержки большей части партактива и в особенности на помощь СССР. Со временем сами участники событий признали такие планы наивными перед лицом мощного карательного аппарата Кастро.

## Подавление

### Аресты и следствие
Тайные совещания группы Эскаланте и контакты с советскими представителями стали известны кубинским органам госбезопасности. Заместитель министра внутренних дел опытный оперативник Мануэль Пиньейро лично зафиксировал переговоры Эскаланте с Шляпниковым. Это было расценено как заговор с целью захвата власти при поддержке иностранного государства.
Аресты начались в ночь на 1 октября 1967 по личному приказу Фиделя Кастро. В общей сложности были арестованы 43 человека, среди них четыре женщины. 36 человек были помещены в тюрьму госбезопасности, семеро — женщины и трое больных мужчин — под домашний арест. Следствие велось довольно жёсткими методами. Подследственные Эурипидес Нуньес, Карлос Рентерия, Хавьер де Варона, по официальной информации, покончили с собой. Сам Эскаланте под диктовку следователей выступил с ритуальной самокритикой в партийной газете Гранма и в письме Фиделю Кастро, полностью «разоружился перед партией». Однако уже было принято политическое решение о показательном процессе.
Феликс Флейтас с негодованием отверг предложение дать ложные показания на других подследственных и за это получить свободу и звание капитана госбезопасности. Так же поступил Франсиско Перес де Армас. Оба подверглись жёсткому давлению в карцерах. Арнальдо Эскалона Альмейда просил предоставить ему возможность защищаться самостоятельно и выступить с защитительной речью, подобно тому, как сделал это Фидель Кастро на суде 1953 года — на что получил отказ. Большинство же подследственных признались в «контрреволюционном заговоре, связанном с американским империализмом» и назвали Эскаланте главарём.

### Приговоры и судьбы
В январе 1968 революционный трибунал вынес приговоры. Наказания были вполне сопоставимы с вердиктами батистовского суда в отношении участников штурма казарм Монкада — но менее суровы, нежели преследования антикоммунистических повстанцев Эскамбрая. Самый длительный срок заключения — 15 лет — получил Анибаль Эскаланте. Восемь человек (в том числе Флейтас и Бофиль) были приговорены к 12 годам, восемь (в том числе Оливейра, Кабальеро, Рикардо Лопес Кастильо, Франсиско Перес де Армас) — к 10 годам, шесть (в том числе Фахардо Эскалона и Эскалона Альмейда) — к 8 годам, пять — к 4 годам, шесть — к 3 годам, один — к 2 годам.
Из ведущих «микрофракционеров» тюрьмы избежали только Матар и Кальчинес. Однако оба были выведены из ЦК, исключены из партии, сняты со всех постов и отправлены на «трудовое перевоспитание». О Матаре с тех пор не было ни одного публичного упоминания. Кальчинес «признал ошибки», просил прощения, отработал положенный срок на фабрике, затем, с помощью влиятельных братьев, получил юридическое образование, стал известным гаванским адвокатом и был восстановлен в КПК. Предполагалось, что он будет торжественно прощён Фиделем Кастро и вновь введён в ЦК. Получилось, однако, иначе: он был снова исключён из партии и умер в опале, его сын арестован по уголовной статье.
Полных сроков наказания осуждённые в основном не отбывали, но после освобождения не участвовали в политике и находились под надзором госбезопасности. Анибаль Эскаланте был освобождён в 1971 — перед визитом Фиделя Кастро в Чили, по просьбе чилийских коммунистов. Несколько лет он прожил в ЧССР, потом вернулся на Кубу и до кончины в 1977 вёл сугубо частную жизнь. Рикардо Бофиль, Феликс Флейтас, Франсиско Перес де Армас порвали с коммунистическим режимом, эмигрировали в США и стали активными оппозиционерами (таким образом, в результате репрессий свершилось то, в чём они ложно обвинялись). Бофиль и Флейтас основали антикастровские правозащитные организации.

## Последствия
25 января 1968 пленум ЦК КПК охарактеризовал «микрофракцию» как враждебную группировку и полностью одобрил проведённую партийную чистку. Основной доклад делал Рауль Кастро. Он подробно изложил оперативные материалы спецкомисии вооружённых сил и госбезопасности. Фидель Кастро также выступал в течение двенадцати часов, причём эта речь не была опубликована. В следующей речи 13 марта 1968 Кастро-старший назвал «микрофракцию» «реформистской, консервативной и реакционной, не имевшей серьёзного значения, но имевшей серьёзные намерения».
Высшие руководители Кубы публично осудили СССР за вмешательство во внутренние дела. Кастро прозрачно дал понять, что разоблачённые «микрофракционеры» были связаны с СССР, ГДР и ЧССР — и поэтому материалы дела остаются засекреченными (три названных государства давно перестали существовать, однако секретность не снята). Рудольф Шляпников был объявлен персоной нон грата и отозван в Москву. Но именно с 1968 года руководство КПК полностью перешло на те позиции, которые отстаивала репрессированная «микрофракция».
Рубежом стал август 1968 — власти Кубы полностью поддержали вторжение войск Варшавского договора в Чехословакию. В дальнейшем внешняя политика Фиделя Кастро не выходила за рамки общего курса советского блока (хотя иногда действовала на опережение, как в начале ангольской гражданской войны). Кубинские военно-политические акции и спецоперации за рубежом продолжились, но по согласованию и в координации с СССР.
Была приближена к советским образцам и внутренняя политика. Утвердилась система партократии, наложен запрет на частнопредпринимательскую деятельность, перестроена система МВД. Куба стала рассматриваться как ближайший союзник СССР, «форпост социализма в Западном полушарии». Внутрипартийная система КПК тоже скопировала КПСС, никаких намёков на фракционность и инакомыслие более не допускалось. Официальная политическая оценка «дела о микрофракции» с тех пор не пересматривалась.